# Kop'ëvo (posëlok, Chakassia)
Kop'ëvo (in russo Копьёво?) è un villaggio della Russia che appartiene alla Chakassia. È il centro amministrativo del distretto Ordžonikidzevskij.
Si trova nella parte settentrionale della repubblica, alla confluenza dei fiumi Belyj Ijus e Čërnyj Ijus (rami sorgentiferi del Čulym), a nord-ovest della capitale Abakan.